# Aobakwe Nkobela
Aobakwe Nkobela (* 14. Januar 1994) ist ein botswanischer Hochspringer.

## Sportliche Laufbahn
Erste internationale Erfahrungen sammelte Aobakwe Nkobela 2015 bei den Juniorenafrikameisterschaften in Addis Abeba, bei denen er mit übersprungenen 1,85 m den neunten Platz belegte. Anschließend siegte er bei den Jugendafrikameisterschaften in Réduit mit 2,04 m, ehe er bei den Commonwealth Youth Games in Apia 1,96 m auf Rang zehn gelangte. Zwei Jahre später gewann er bei den Juniorenafrikameisterschaften in Tlemcen mit einer Höhe von 1,90 m die Silbermedaille. 2019 nahm er erstmals an den Afrikaspielen in Rabat teil und belegte dort mit 2,10 m den geteilten fünften Platz.

## Persönliche Bestleistungen
- Hochsprung: 2,10 m, 13. Mai 2017 in Francistown